# Șlagăr
În muzică, un șlagăr  (< germ. Schlager, „melodie, cântec de succes”; în alte contexte: „piesă de teatru de succes”; „produs/serviciu comercial de succes”), hit (< en. hit single, „piesă de succes” – inițial în teatru) sau succes reprezintă o piesă dintr-un gen de consum care are o audiență semnificativă, fiind înscrisă în clasamente și având vânzări foarte bune. O astfel de piesă este editată pe disc single și este programată frecvent de către posturile de radio și în discoteci.
Termenul smash hit (en. „succes zdrobitor”) se folosește pentru un șlagăr cu o carieră foarte spectaculoasă la momentul lansării sale.